# Каперцеві
Каперцеві (Capparaceae) — родина рослин порядку капустоцвітих (Brassicales). Об'єднує 42-45 родів і понад 850 видів, широко розповсюджених у тропіках і субтропіках та помітно теплих областях.
Родина, ймовірно становить паралельну з хрестоцвітими групу, в якій також переважають квітки димірного типу і спостерігається розщеплення тичинок. Діаграма квітки деяких каперцевих цілком збігається з діаграмою хрестоцвітих. Проте в інших форм (унаслідок багаторазового розщеплення тичинок) андроцей став численним. Характерна і широко розповсюджена особливість — утворення гінофору або андрогінофору. Плоди — стручки, коробочки, або ягоди. Види даної родини представленні травами і чагарниками.
У Середній Азії та на Кавказі, а частково і в Україні (в Криму) поширені види роду каперці (Capparis); квіткові бруньки одного з них — каперці трав'янисті (C. herbaceae) — використовують в їжу. У Південній Європі цей вид культивують. Це багаторічник із довгим коренем (до 12 см), лежачим стеблом, черговими листками (від округлих до обернено яйцеподібних), з прилистками-колючками.
Квітки пазушні, білі, з рожевим, або жовтим відтінком. Зав'язь одногнізда. Цікавий довгий андрогінофор квітки — виріст квітколожа, що несе тичинки і маточку. Плід — ягодоподібна м'ясиста коробочка. З квіткових бруньок каперців готують гостру приправу. Широко розповсюджені на сухих забур'янених місцях, зокрема в Криму.

## Систематика
Родина нараховує 42-45 родів і понад 850 видів.

### Роди
- Anisocapparis Cornejo & Iltis
- Apophyllum F.Muell.
- Bachmannia Pax
- Belencita H.Karst.
- Borthwickia W.W.Sm.
- Boscia Lam. ex J.St.-Hil. — Босція
- Buchholzia Engl.
- Cadaba Forssk.
- Calanthea (DC.) Miers
- Capparicordis Iltis & Cornejo
- Capparidastrum Hutch.
- Capparis L. — Каперці
- Cladostemon A.Braun & Vatke
- Colicodendron Mart.
- Crateva L.
- Cynophalla J.Presl
- Dhofaria A.G.Mill.
- Dipterygium Decne.
- Euadenia Oliv.
- Maerua Forssk.
- Mesocapparis (Eichler) Cornejo & Iltis
- Monilicarpa Cornejo & Iltis
- Morisonia L.
- Neocalyptrocalyx Hutch.
- Neothorelia Gagnep.
- Poilanedora Gagnep.
- Puccionia Chiov.
- Quadrella J.Presl
- Ritchiea R.Br. ex G.Don
- Sarcotoxicum Cornejo & Iltis
- Steriphoma Spreng.
- Thilachium Lour.